# Michael Maier
Michael Maier (latinosan: Michael Maierus, Rendsburg, 1568 – Magdeburg, 1622) német orvos, alkimista, filozófus, rózsakeresztes és epigramma-író, aki II. Rudolf német-római császár tanácsadója volt.

## Életútja

### Korai évek, tanulmányai
Michael Maier a Schleswig-Holsteinhez tartozó Rendsburgban született a gyöngyhímző mester Peter Maier fiaként. 1587 és 1591 között Rostockban, majd 1592-ben Odera-Frankfurtban nyelveket, retorikát, filozófiát és orvoslást tanult, magiszter-vizsgáját utóbbi helyen tette le 1592 októberében.
A következő két évben Matthias Carnarius (1562–1620) vezette be a fiatal orvost a hivatás rejtelmeibe. Carnarius ajánlotta Maiernek, hogy orvosi képzését fejezze be Padovában, de még előtte, 1595 nyarán utazzon a balti-tengeri tartományokba, hogy a gyógynövényeket jobban megismerje. A pontos ott-tartózkodásáról nem maradt fenn adat, de 1595. december 4-én beiratkozott a Padovai Egyetemre. Padovából azonban pár hónap után hirtelen távoznia kellett, miután párbajba keveredett és menekülnie kellett.
Ezután a Bázeli Egyetemre ment, ahol 1596 októberében orvosdoktori diplomát kapott az epilepsziáról írt értekezésével, melyet Carnariusnak ajánlott. Szakdolgozatában még nem ismerhetők fel vallási, újplatonikus vagy paracelsusi hatások. Még ugyanebben az évben visszautazott Rostockba, ahol egy évvel később a filozófia doktora is lett.

### Az alkímiához vezető út (1597–1607)
Maier agglegény maradt és 1597 és 1607 között tanult filozófusból gyakorló okkultistává, illetve alkimistává vált. Egy a koppenhágai Királyi Könyvtárban egyetlen példányban megmaradt, életrajzi adatokat is tartalmazó "De medicina regia et vere heroica, Coelidonia"  című kiadatlanul maradt orvosi kéziratában követhető végig az útja.
Rövid holsteini tartózkodás után 1597-ben ismét meglátogatta ugyanazt a helyet a Baltikumban, melyről Karin Figala (1938-2008) tudománytörténész azt valószínűsítette, hogy vagy Königsberg vagy más, attól keletre lévő akkori porosz város lehet. Ott egy vegyész-érmeszakértőnél lakott, akin keresztül megismerte a helyi alkimista kört. Ott tanúja volt egy ismeretlen sárga por segítségével elért titokzatos gyógyulásnak és ezután módszeresen kezdett el alkímiával foglalkozni. A gyógyhatású por Maier szerint "egy angoltól" származott.
1601 nyarán pestisjárvány tört ki, melyet egy helyi nemesnél vészelt át. Az itt talált átfogó alkímiai könyvtár tanulmányozása alapján az alkímiai folyamat módszeres kutatásába fogott, melynek során egységes fogalomhasználatra tett javaslatot, továbbá megpróbálta egymással összekapcsolni, szintetizálni az egyes szerzők kijelentéseit. Több munkahipotézist állított fel, majd egyeseket elvetett, végül egy olyan elmélettel állt elő, mely szerinte meg fogja érni a ráfordított időt és pénzt. Figala és szerzőtársa bizonyos jelekből arra következtettek, hogy a kísérletnek köze kellett legyen a salétromhoz. Amikor házigazdája felszólította, hogy ossza meg vele, amire jutott, Maier otthagyta őt és visszatért Kielbe 1601 végén. Orvosi praxisa mellett kezdte meg a kísérlet előkészületeit, melyhez először is helyre és eszközökre volt szüksége. Mindeközben további alkímiai írásműveket tanulmányozott. 1603-ban elindult a szükséges ásványok beszerzésére és mintegy harminc bányát látogatott meg a Német-római Birodalomban, majd ősszel elment a Magyar Királyság északi részébe is különleges ásványokat gyűjteni. A "De medicina regia"-ban leírt univerzális gyógyászathoz – az eszközök és anyagok mellett – még három dologra volt szüksége: az Én királyi önmeghatározó erejére, bátor és hősies küzdelemre és a mennyek kegyes együttműködésére.
1607 elejére Maier elvégezte a Nagy Mű harmadik részét. Két sikertelen próbálkozás után ideiglenesen felhagyott a kísérlet negyedik munkarészével. A szomszédok gyanakvása, a megnövekedett költségek és az igazi "tű" hiánya vezetett a munka félbeszakításához. 1608-ban aztán Rostockban indított be orvosi praxist.

### II. Rudolf császár udvarában (1608–1611)

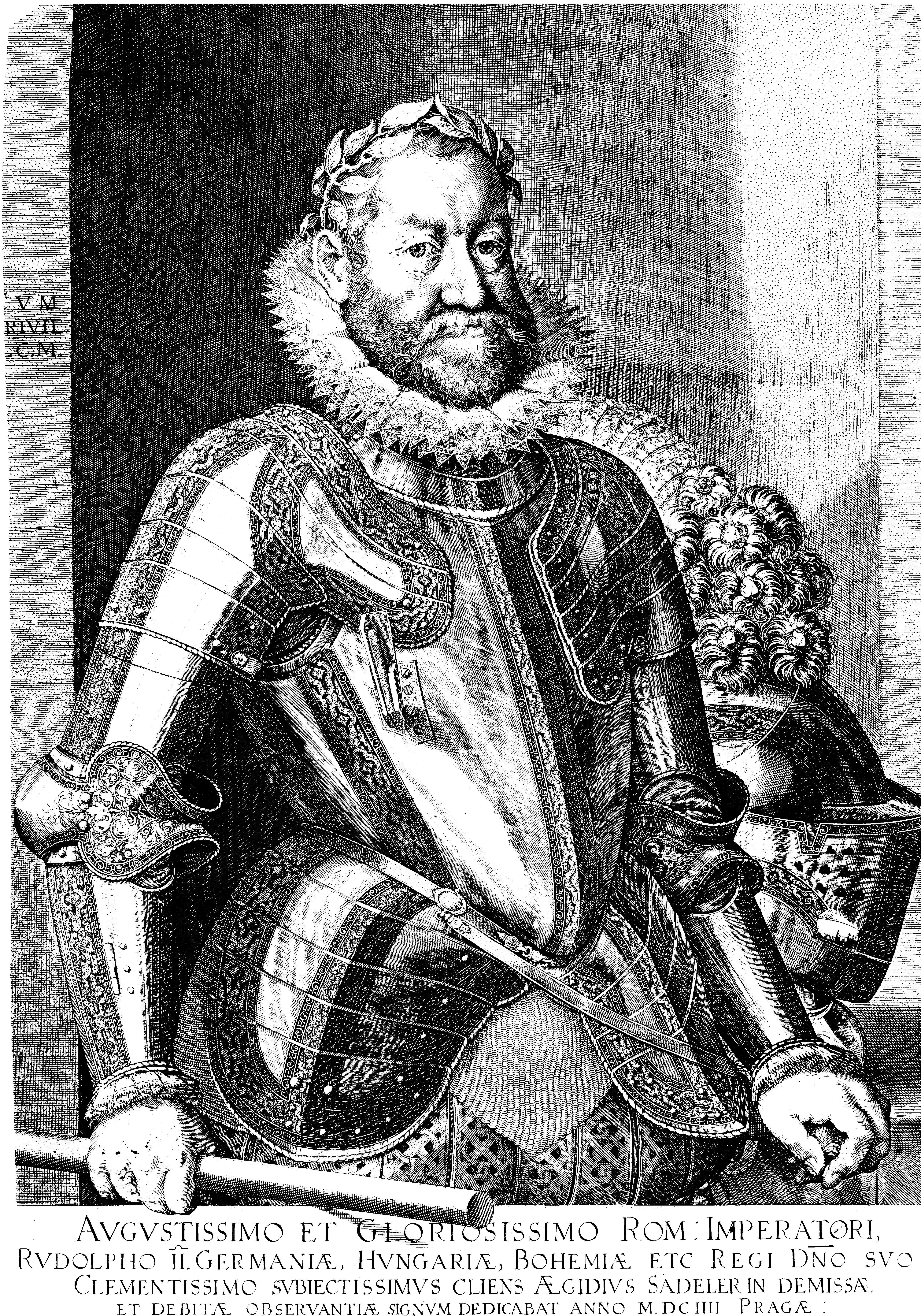
II. Rudolf császár, 1609, Prága – Aegidius Sadeler rézmetszete

Michael Maier 1608 közepe táján Prágába utazott II. Rudolf német-római császár, cseh és magyar király (1576–1612) székhelyére. A császárt a történettudomány egyfelől melankóliára hajlamos gyengekezű uralkodónak, másfelől a művészetek és a alkímia bőkezű mecénásának tartja. 1608 II. Rudolf uralkodása végnapjainak kezdete, mivel ebben az évben mondatta le saját fivére, Mátyás főherceg Ausztria örökös tartományai és a Magyar Királyság trónjáról.
Rudolf alkimisták tucatjait hívta Prágába és igyekezett magába szívni tudásukat. Gustav Meyrink (1868–1932) révén vált ismertté, hogy a császár érdeklődése az alkímiai eljárás (processzus) végrehajtására is kiterjedt. A Hradzsin egyik márványtáblája máig hirdeti, hogy a császár a lengyel Michael Sendivogiusszal (1566-1636) együtt sikeres transzmutációt hajtott végre.
Az akkor még ismeretlen Maier a "De Medicina Regia" című tanulmányát azután írta meg Prágában, miután elsőre nem kapott bebocsátást a császárhoz és vélhetően művével akarta felhívni magára a figyelmet. 1609 júliusában adta nyomdába a kéziratot, de nem bocsátotta áruba, hanem a császárnak és néhány kiválasztott barátnak küldött belőle példányt. A terv sikerült és miután a császár magához hívatta, kinevezte udvari orvosának és személyi titkárának. A császár még ebben az évben nemesi rangot adományozott neki, palotagróffá nevezte ki.
Maier az udvari hermetikusokon és alkimistákon kívül kapcsolatba került Johannes Kepler csillagásszal, Oswald Croll paracelsiánus gyógyszerész-alkimistával is. 1611-ben aztán II. Rudolf cseh trónról való lemondása után Maier elhagyta Csehországot.

### Angliában (1611–1616)

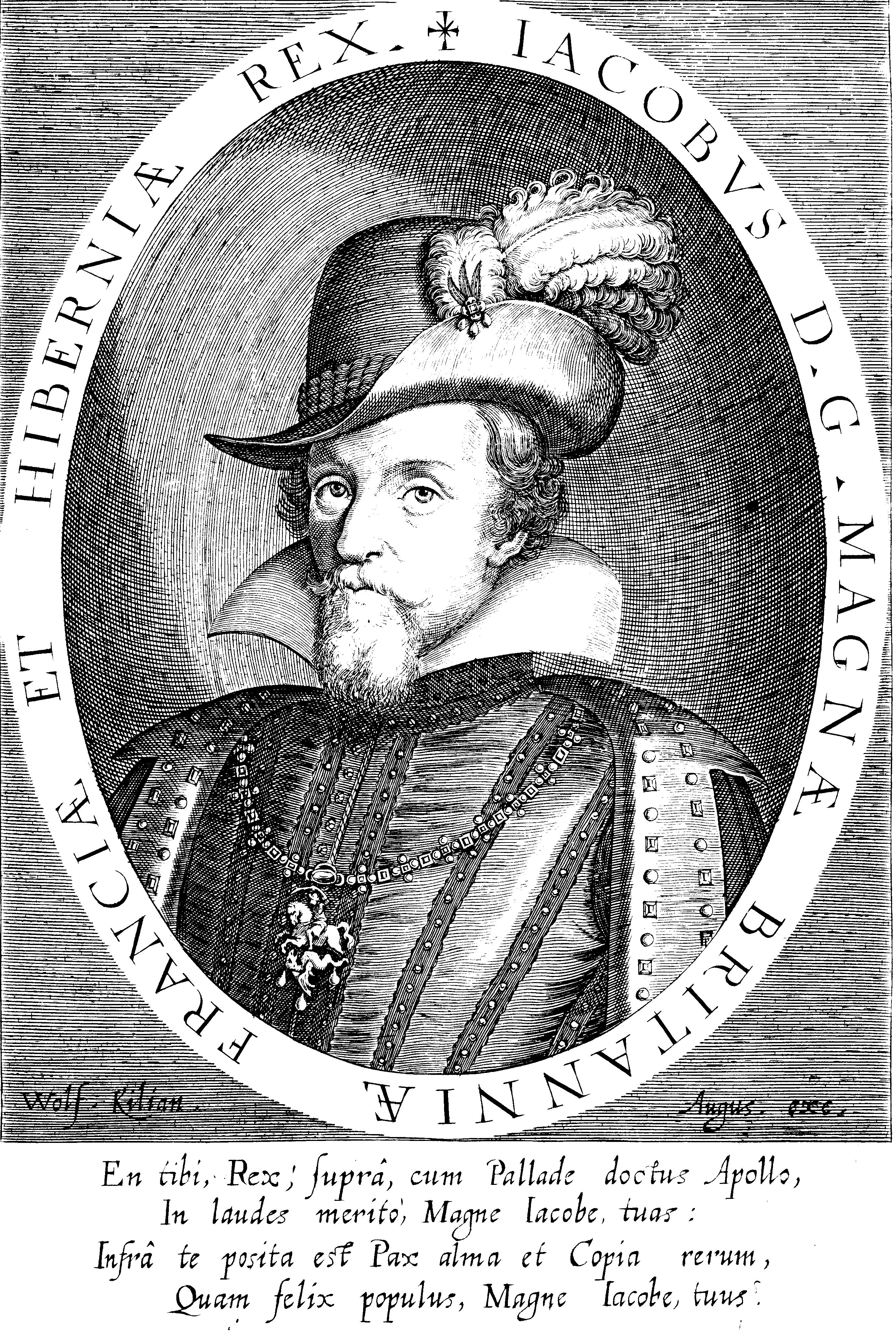
I. Jakab angol király (1566–1625), rézmetszet 1610-ből

A hollandiai Rotterdam érintésével érkezett Londonba 1611 vége környékén. Érkezése után karácsonyi képeslapokat küldött I. Jakab angol király (1566-1625) és fia, a trónörökös Henrik Frigyes walesi herceg(en) (1594–1612) részére. Adam McLean alkímiára és hermetikára szakosodott író azt feltételezi, hogy az üdvözlőlapok az angol udvarba való bejutást voltak hivatottak szolgálni, hogy Maier V. Frigyes pfalzi választófejedelem (1596-1632) és Jakab király leánya, Stuart Erzsébet skót hercegné (1596–1662) és később cseh királyné frigyét a királynál kieszközölhesse. Ez véleménye szerint azért volt fontos Maiernek, mert V. Frigyestől, a Protestáns Unió vezetőjétől védelmet remélt a – történészek szerint eredetileg protestáns reformerek ihletéséből született – rózsakeresztesség számára, ezt a szándékát azonban dokumentumok nem támasztják alá. Mindazonáltal lehetséges, hogy Maier részt vett az 1613. február 14-ei szertartáson.
A király háziorvosán, William Paddyn kívül Maier 1612/1613-ban érintkezésbe lépett egy Londok környéki visszavonultságában élő alkimistával, bizonyos Francis Anthonyval. Az angliai tartózkodása utóhatásaként tartják számon, két traktátust lefordított angolból a "Tripus Aureus" című könyvben. Az időszak alatt legalább egyszer hazatért hazájába, majd 1614-ben vissza Angliába.
Michael Maier első híres könyvét, az "Arcana arcanissima"-t dátum és hely megjelölése nélkül, valószínűleg 1613-ban vagy 1614-ben adta ki Oppenheimben vagy Londonban és azokat számos előkelőségnek megküldte dedikálva. Az "Arcana" az ókori egyiptomi és görög istenségekkel kapcsolatos mitológiai történetek értelmezését, mint alkímiai folyamatok imaginatív képeit, tárja az olvasó elé. Hercules "Tizenkét Tettét", mint a fejlődés módját fogja fel. Az aranyat a legfontosabb fémnek tartja és gyógyírként a szívre, valamint analógiát fogalmaz meg az arany, a szív és a Nap között.

### Rózsakeresztesség
Michael Maier 1616 őszén részt vett a Frankfurti Könyvvásáron. Ott találkozott először – az addig megjelent – két rózsakeresztes kiáltvánnyal. Maier – saját bevallása szerint – először 1613-ban Angliában hallott a rózsakeresztességről. 1616 decemberében kommentárokkal látta el a két manifesztumot az 1617-ben kiadott "Symbola Aureae Mensae" című művében, majd egy sor írásában nyíltan védelmébe vette a rózsakereszteseket a következő években.

### Utolsó évei
1619-ben Móric hessen–kasseli tartománygróf, aki részt vett a kasseli rózsakeresztes manifesztumok kiadásában, Michael Maiert nevezte ki személyes orvosának. Mivel Maier 1620-ban már Magdeburgban élt, ezért ez inkább pénzügyi támogatás lehetett, semmint tényleges orvosi tevékenység.
1622-ban – furcsamód Rómában, majd egy évre rá Rostockban – jelent meg utolsó önálló kiadványa, a "Cantilenae Intellectuales et Phoenice redivivo", mely latin és francia verseket tartalmaz.
Halálának körülményei tisztázatlanok, 1622-ben Magdeburgban veszett nyoma a harmincéves háború zűrzavarában.

## Emlékezete

### Nemzetközi szinten
Míg Maier több angolnyelvű írást fordított le és adott ki latinul Németországban, addig az ő művei közül csak néhányat és azt is csak halála után harminc évvel fordítottak angolra. 1654-ben jelent meg a "Lusus Serius", 1656-ban pedig a "Themis Aurea" angol fordítása. Az ismeretlen fordítók a műveket "a jelenkor egyedülálló filozófusának", az alkimista és szabadkőműves Elias Ashmolenak (1617–1692) ajánlották. Mivel Angliában az eredeti rózsakeresztes írásokat bizonyos templomos titkok, illetve szabadkőműves fokozatok szimbolikus szemléltetésének tartották, így nem volt érdeke ezeknek a köröknek az írások terjesztése.
Az "Atalanta Fugiens"-t többször is kiadták Németországban, de a későbbi kiadásokon látszik, hogy Maier eredeti szándékát nem értették meg. Már az 1687-es frankfurti kiadásból több, alapvető dolgot töröltek, melyek nagyban rontották az érthetőséget és szembementek Maier eredeti alaposságával.
A modernkori rózsakeresztes szervezetek Maiert a – háttérben, titkon folyamatosan működő – Rózsakeresztes rend tagjának, sőt, nagymesterének tartják, aki Robert Fludd beavatója volt.

### Magyarországon
Magyarországon, néhány művészettörténészt leszámítva, Michael Maier neve és munkássága csaknem ismeretlen. Egyetlen műve jelent meg magyar fordításban, a "Cantilenae Intellectuales de Phoenice redivivo".

#### Kapcsolódó hivatkozások magyarul
- Erdély, az alkímia melegágya (magyar nyelven), 2018. február 13. (Hozzáférés: 2019. július 18.)
- A leghíresebb magyar ismeretlen, aki jobb aranyat tudott készíteni a császárénál is (magyar nyelven). magyarnemzet.hu , 2018. február 4. [2019. július 18-i dátummal az eredetiből archiválva]. (Hozzáférés: 2019. július 19.)
- Szőnyi György Endre (2009). „Filozófia, építészeti emblematika és fantázia a kora újkori alkímiai diszkurzusban” (magyar nyelven). Világosság.

## Művei
- Michael Maier. Arcana Arcanissima (1613/14)
- Michael Maier. De Circulo Physico Quadrato (1616)
- Michael Maier. Lusus series, quo Hermes sive Mercurius Rex Mundanorum Omnium sub Homine existentium (1616, 1619)
- Michael Maier. Symbola aureae mensae duodecim nationum (1617)
- Michael Maier. Silentium post clamores (1617)
- Michael Maier. Atalanta fugiens, hoc est emblemata nova de secretis naturae chymica (1618)
- Michael Maier. Viatorium, hoc est De Montibus Planetarum Septem seu Metallorum (1618)
- Michael Maier. Jocus Severus (1617)
- Michael Maier. Tripus aureus (1618)
- Michael Maier. Themis aurea (1618), a rózsakeresztes testvériség törvényei
- Michael Maier. Verum Inventum hoc est munera Germaniae (1619)
- Michael Maier. Septimana Philosophia (1620)
- Michael Maier. Civitas Corporis Humani (1621)
- Michael Maier. Cantilenae Intellectuales de Phoenice redivivo [1622]↑ Phoenice: magyarul is elérhető
- Michael Maier. Tractatus posthumus sive Ulysses (1624), posztumusz kiadás további rózsakeresztes traktátusokkal
- Michael Maier. Viridarium Chymicum (1678), posztumusz kiadás

## Fordítás
- Ez a szócikk részben vagy egészben  a   Michael Maier című angol Wikipédia-szócikk fordításán alapul.  Az eredeti cikk szerkesztőit annak laptörténete sorolja fel. Ez a jelzés csupán a megfogalmazás eredetét és a szerzői jogokat jelzi, nem szolgál a cikkben szereplő információk forrásmegjelöléseként.
- Ez a szócikk részben vagy egészben  a   Michael Maier (Alchemist) című német Wikipédia-szócikk fordításán alapul.  Az eredeti cikk szerkesztőit annak laptörténete sorolja fel. Ez a jelzés csupán a megfogalmazás eredetét és a szerzői jogokat jelzi, nem szolgál a cikkben szereplő információk forrásmegjelöléseként.